# Erpetogomphus viperinus
Erpetogomphus viperinus är en trollsländeart som beskrevs av Selys 1868. Erpetogomphus viperinus ingår i släktet Erpetogomphus och familjen flodtrollsländor. IUCN kategoriserar arten globalt som livskraftig. Inga underarter finns listade i Catalogue of Life.